# بنی جونز
بنی جونز (انگلیسی: Benny Jones; ۲۳ مارس ۱۹۲۰ – ۱۹۷۲ (۵۱−۵۲ سال)) بازیکن فوتبال اهل بریتانیا بود.
از باشگاه‌هایی که در آن بازی کرده‌است می‌توان به باشگاه فوتبال چلسی، باشگاه فوتبال دارتفورد، و باشگاه فوتبال ترانمره راورز اشاره کرد.